# NGC 3989
NGC 3989 is een spiraalvormig sterrenstelsel in het sterrenbeeld Leeuw. Het hemelobject werd op 27 april 1854 ontdekt door de Ierse astronoom William Parsons.

## Synoniemen
- MCG 4-28-100
- ZWG 127.111
- KUG 1154+255
- PGC 37599